# Giuseppe Aversa
Giuseppe Aversa (Nápoles, 21 de janeiro de 1862 – Munique, 12 de abril de 1917) foi um diplomata e prelado italiano da Igreja Católica, que representou a Santa Sé no Brasil.

## Biografia
Giuseppe Aversa foi ordenado padre em 1885, entrou na Secretaria de Estado da Santa Sé em 1891 e tornou-se camareiro papal em 1895. Em 1898 aprendeu alemão como secretário da nunciatura em Viena. Em 15 de dezembro de 1902 tornou-se subsecretário de Assuntos Extraordinários e em 1904, Prelado doméstico de Sua Santidade.
Em 24 de maio de 1906 foi nomeado pelo Papa Pio X como delegado apostólico em Cuba e Porto Rico, sendo nomeado arcebispo titular de Sardes em 1 de agosto. Foi consagrado em 8 de setembro, por Rafael Merry del Val, Cardeal Secretário de Estado, coadjuvado por Carlo Pietropaoli, bispo de Trivento e por Raffaele Virili, bispo titular de Troas.
Em 21 de outubro de 1909, foi transferido para a delegacia apostólica na Venezuela.
Foi nomeado núncio apostólico no Brasil em 2 de março de 1911 pelo Papa Pio X. Durante sua nunciatura no país, acompanhou de perto as políticas indigenistas, pois temia que o governo, sob o pretexto de proteger e tutelar os indígenas, organizasse um serviço completo, que fosse regulamentado pela legislação civil e penal, excluindo a presença e a participação da Igreja Católica.
Em 4 de dezembro de 1916, foi transferido para a nunciatura apostólica na Baviera. Chegou em Munique em 17 de janeiro de 1917, entregou sua carta de credenciamento em 23 de janeiro de 1917, residiu na Brienner Straße 45, negociou com Matthias Erzberger. Teve que realizar uma apendicectomia e morreu de insuficiência cardíaca, em 12 de abril de 1917.